# 真壁賢守
真壁 賢守（まかべ けんじ、1986年5月3日 - ）は、宮城県柴田郡村田町出身の元社会人野球選手。
東北高校時代はダルビッシュ有と共にチームを支え、黒い眼鏡が話題となり「マカベッシュ」、「メガネッシュ」と呼ばれた。

## 経歴

### 高校時代
村田町立村田第一中学校時代にはエースとして全国大会に出場。東北高校へと進学し、2年生であった2003年に当時監督であった若生正廣の助言でサイドスローに転向した。同年の第85回全国高等学校野球選手権大会に背番号18で出場し、1回戦の筑陽学園戦でエース・ダルビッシュ有の腰痛による早期降板のあと3番手として甲子園初登板を果たし、1点差に迫られながらも最後まで投げ切り、勝利へと導いた。その後もダルビッシュとの2枚看板で近江、光星学院などの強豪校を破り、決勝へ進出するも登板機会はなく、チームも2-4で常総学院に敗れ、東北勢初の優勝とはならなかった。その後の第58回国民体育大会では1回戦で小松島高等学校に敗れた。3年生の春からは背番号10を着け第76回選抜高等学校野球大会に出場し、2回戦はリリーフでの登板に終わったが、準々決勝の済美高校戦では右肩を痛めたダルビッシュに代わって先発し、9回2死まで6-4とリードしていたものの、後続に連打を浴び主将の高橋勇丞にサヨナラ3ラン本塁打を浴び、準決勝進出とはならなかった。後に真壁はこの試合を人生のベストピッチだったと語っている。夏の大会は背番号18を着け第86回全国高等学校野球選手権大会に出場。1、2回戦は登板がなかったが3回戦の千葉経済大学附属高等学校戦でダルビッシュの後を受けて登板し、最小失点に抑えたがチームは延長戦で敗れた。2学年上に高井雄平、1学年上に佐藤弘祐、1学年下に加藤政義がいた。

### 大学・社会人時代
高校卒業後は東北福祉大学に進学。野球部では公式戦通算7勝、防御率1.83の成績を残すも度重なる故障に悩まされた。大学卒業後は本田技研工業に入社し、同社野球部に入部。3度の都市対抗野球出場に貢献した後、2011年に引退。
その後は投手コーチ兼マネジャーとしてチームを支え、指導した選手には仲尾次オスカルらがいる。2016年12月をもって野球部を退部し、現在は総務部に勤務している。